# Antoni Żołędziowski
Antoni Józef Żołędziowski (ur. 1711 w Bodzentynie, zm. 24 sierpnia 1783 w Krakowie) – ksiądz, teolog, hagiograf, profesor i rektor Akademii Krakowskiej.

## Życie
Uczył się w Kolegium Nowodworskiego w Krakowie, a od 1722 na Uniwersytecie Krakowskim. W 1726 uzyskał bakalaureat, a w 1729 doktorat z filozofii. Po ukończeniu studiów wstąpił do stanu duchownego i 6 kwietnia 1737 w Poznaniu uzyskał święcenia kapłańskie .
Jako doktor filozofii, wykładał filozofię i teologię w Krakowie, a potem w Akademii Lubrańskiego w Poznaniu. W Seminarium Poznańskim został wiceprefektem i profesorem teologii.
W 1747 wszedł do Collegium Maius Uniwersytetu Jagiellońskiego, otrzymując jednocześnie kanonię św. Floriana. Prawdopodobnie w latach 1748-1752 był rektorem kościoła Narodzenia Najświętszej Maryi Panny w Krzęcinie .

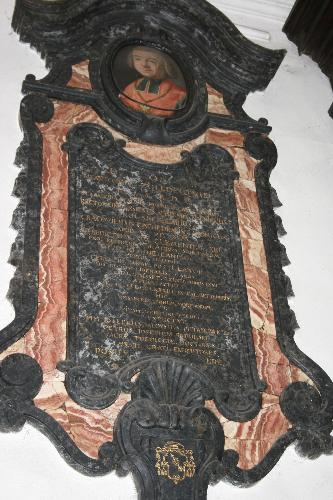
Epitafium w kościele św Anny w Krakowie.

Wybrany jako postulator kanonizacji Jana z Ket spędził w Rzymie szesnaście lat (1752-1768). Po powrocie do Krakowa w 1768 został wybrany rektorem Akademii na rok 1768/1769. Urząd ten pełnił siedmiokrotnie (1769-1771, 1777 do 20 lipca 1782 - w tym okresie jako Szkoła Główna Koronna). Po objęciu rektorstwa przez Hugona Kołłątaja został podkanclerzem, który to urząd sprawował do końca życia. W 1770 otrzymał doktorat teologii .
Był ostatnim prepozytem kościoła św. Jakuba Apostoła na Kazimierzu, od 1777 do złożenia rezygnacji 26 maja 1783 roku. Został pochowany przypuszczalnie w kościele św Anny w Krakowie.
W trakcie swojego życia wspierał Bibliotekę Jagiellońską. W testamencie przekazał na jej rzecz wiele rzadkich książek, kolekcję muszli nabytą we Włoszech, a także medale i monety. Zlecił skatalogowanie rękopisów Collegium Maius. Uniwersytetowi Jagiellońskiemu zapisał 40 tys. zł .

## Poglądy
Jest zaliczany do teologów spekulatywnych, pozostającym pod wpływem Tomasza z Akwinu. Jego prace hagiograficzne związane są z Janem z Kęt, m.in. opracował jego żywotw wersji łacińskiej, polskiej i włoskiej. Nie zajmował się problematyką czysto filozoficzną.
Jako rektor Uniwersytetu Jagiellońskiego, zajmował stanowisko umiarkowane pomiędzy zwolennikami reformy uniwersytetu a zwolennikami dotychczasowego programu nauczania. Realizował program zmian Komisji Edukacji Narodowej i Hugona Kołłątaja, starając się jednocześnie uwzględniać postulaty przedstawicieli filozofii scholastycznej. Stał na czele komitetu redagującego nowe podręczniki teologiczne, obowiązujące we wszystkich seminariach duchownych .

## Dzieła
- (1738) Analogia Divinae Sapientae in Divinissimo Thoma Aquinate, Poznań,
- (1745) Majus in coronamentum emeritae virtutis, Kraków,
- (1747) Fervidi Academiae et Ecclesiae Dolores, Kraków,
- (1769) Andreae Załuski [...], Laudatio funebris, Rzym,
- (1770) Dissertatio theologica de praedicamentis, Kraków.